# 拉斯佩尼亚斯德里格洛斯
拉斯佩尼亚斯德里格洛斯，是西班牙阿拉贡自治区韦斯卡省的一个市镇。总面积218平方公里，总人口268人（2001年），人口密度1人/平方公里。